# ECW World Heavyweight Championship
O Extreme Championship Wrestling (ECW) Championship foi um título de luta profissional, disputado originalmente Extreme Championship Wrestling e mais tarde na World Wrestling Entertainment no programa ECW. Seu último campeão foi Ezekiel Jackson.

## História
O título foi conhecido como NWA Eastern Championship Wrestling Heavyweight Championship entre 1992 e 1994. Em 27 de Agosto de 1994, após acabar a relação com a NWA e reclamar estatuto mundial de campeonato de pesos-pesados, o título passou a ser conhecido como Extreme Championship Wrestling World Championship (o status de título mundial foi dado pela PWI, mas somente é valido para o título da ECW original).
Em junho de 2006, com a aquisição da ECW pela WWE, o título é reativado como o único da brand ECW, passando a ser chamado de ECW World Championship. Em agosto de 2007, o nome é encurtado para ECW Championship, que se manteve até a desativação do título.

## Último Campeão
O último campeão foi Ezekiel Jckson. Ele conquistou o título ao vencer Christian no ECW no dia 17 de fevereiro de 2010, no último episódio da história da brand ECW.

## Ligações Externas
- ECW Championship no WWE.com